# São João do Soter
São João do Soter là một đô thị thuộc bang Maranhão, Brasil. Đô thị này có diện tích 1438,02 km², dân số năm 2007 là 16891 người, mật độ 11,75 người/km².